# لی کایگو
لی کایگو (李楷固)، یا لی هه‌گو که از سال ۷۰۰ تا ۷۰۵ با نام وو کایگو (武楷固) نیز شناخته می‌شد، و رسماً دوک یان (燕公) نامیده می‌شد، در دوران سلطنت وو زتیان ژنرال بود. او از نژاد خیتان بود.

## پیشه
در سال ۶۹۶، خیتان‌ها تحت رهبری لی جین ژونگ و برادر همسرش سان وانرونگ علیه هژمونی چین قیام کردند. در آن زمان، لی کایگو ژنرالی تحت فرماندهی لی جین ژونگ بود. تا سال ۶۹۷، لی جین‌ ژونگ درگذشت و سان شکست خورد و کشته شد. لی کایگو و دیگر ژنرال خیتان، لو وو ژنگ (駱務整)، تسلیم سلسله ژو وو زتیان شدند. در ابتدا، ژنرال‌های ژو می‌خواستند لی کایگو و لوئو وو ژنگ را به تلافی پیروزی‌هایشان بر نیروهای ژو به قتل برسانند، اما صدراعظم دی رنجیه مداخله کرد و وو زتیان را متقاعد کرد که آنها را ژنرال خود کند.
لی کایگو متعاقباً توانست نیروهای باقی‌مانده خیتان را سرکوب کند. در سال ۷۰۰، لی کایگو به عنوان دوک یان منصوب شد و متعاقباً نام خانوادگی "وو" را برای خود برگزید. (احتمالاً او پس از آنکه پسر وو زتیان، امپراتور ژونگ زونگ از سلسله تانگ، در سال ۷۰۵ پس از کودتایی که سلسله را احیا کرد، به تخت سلطنت بازگشت، نام خانوادگی خود را به "لی" تغییر داد.)
لی کایگو نتوانست ته جویونگ را که در نهایت پادشاهی بالهائه را تأسیس کرد، شکست دهد. تاریخ مرگ لی کایگو مشخص نیست. لی گوانگبی، ژنرال مشهور تانگ، از طریق دخترش نوه لی کایگو بود.

## نبرد تیانمنلینگ
نبرد نجومی یا نبرد تیانمنلینگ در سال ۶۹۸ بین گائوچینگ دائوجونگونگ و سلسله تانگ رخ داد.
پس از نابودی گوگوریو توسط تانگ و شیلا، ته جویونگ به همراه پدرش به نزد ارباب حزب رفت. در ماه مه سال ۶۹۶، هنگامی که لی جین ژونگ و سان وان رونگ از شورشیان در سلسله تانگ شورش کردند، در این آشفتگی گرفتار شدند. سپس، علیرغم سیاست رهایی‌بخش هوان تنگ وو، گوگوریو نیرویی را در شرق ایجاد کرد.
سلسله تانگ نیرویی مسلح فرستاد. ته جویونگ با بسیج گانواله، گروهی از مردم مالگالی و گوگوریو، آنها را شکست داد. دائه آنها را در دربار سلطنتی شکست داد و پایه‌های ایجاد بالهائه را بنا نهاد. در سال ۶۹۸ میلادی، دائه این عمارت را در زیر قلعه دونگمو-سان در جی‌لین ساخت.